# Bayer (cráter)
Bayer es un cráter de impacto que se encuentra en la sección suroeste de la Luna, al este del cráter Schiller. El borde de Bayer está ligeramente desgastado por la erosión, pero se mantiene bien definido. Hay una terraza interior, y la pared exterior está invadida por impactos cercanos. El más importante de ellos es Schiller H, que forma una cresta unida al borde noroeste de Bayer. El suelo de Bayer es relativamente plano y carece de un pico central. Hay un pequeño, pero notable cráter en el suelo cerca de la pared occidental. Este cráter tiene una brecha en su borde norte.

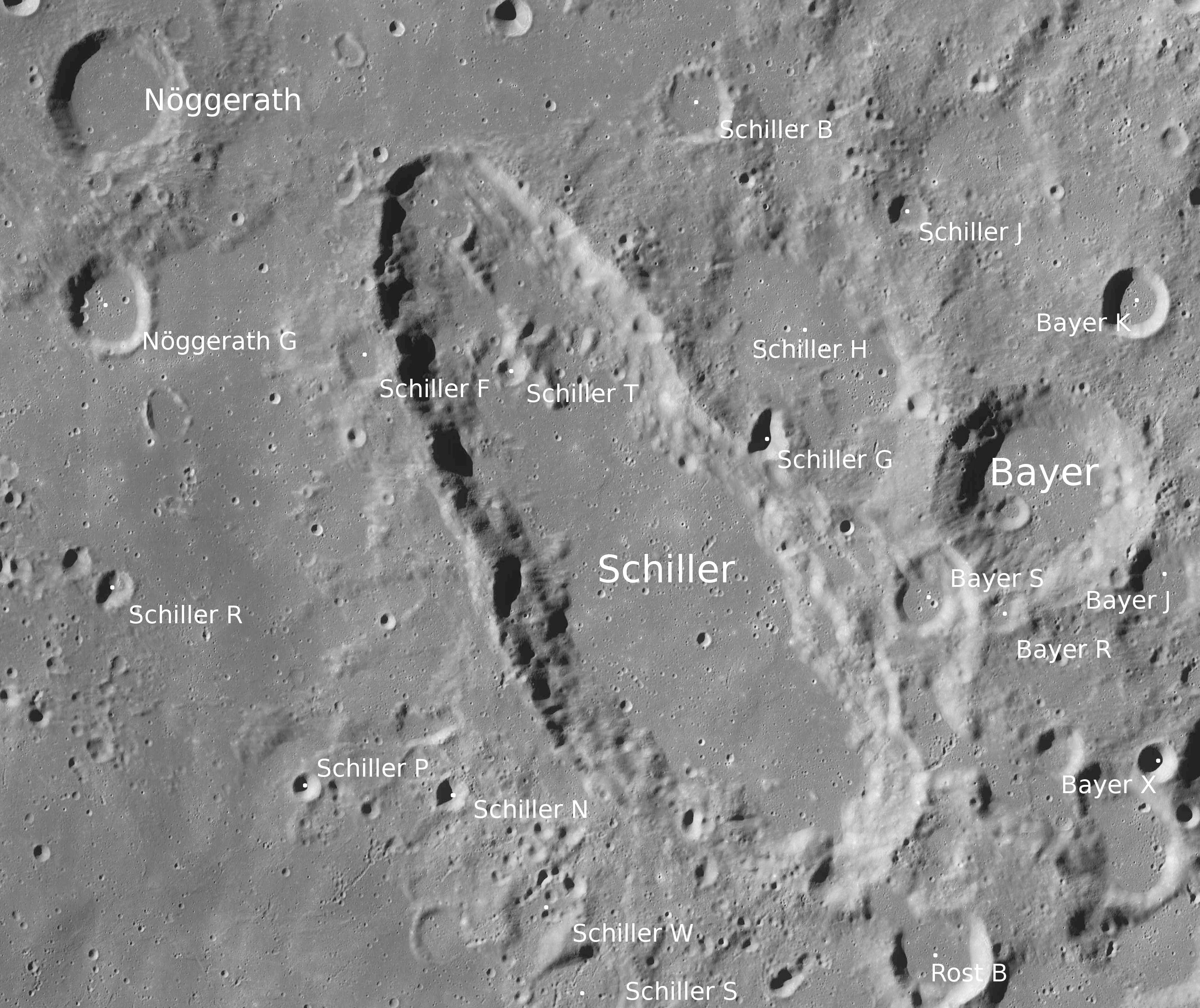
Fotografía de la misión Lunar Reconnaissance Orbiter

## Cráteres satélite

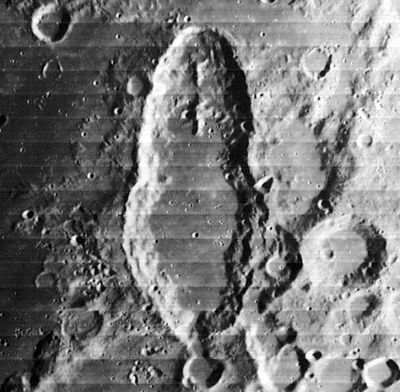
Imagen de la misión Lunar Orbiter 4. Bayer, a la derecha de Schiler.

Por convención estos elementos son identificados en los mapas lunares poniendo la letra en el lado del punto medio del cráter que está más cerca de Bayer.
|       | \| Bayer \| Coordenadas \| Diámetro \| \| ----- \| ------------------------------ \| -------- \| \| A \| 51°18′S 30°18′O / -51.3, -30.3 \| 18 km \| \| B \| 48°48′S 28°12′O / -48.8, -28.2 \| 18 km \| \| C \| 49°42′S 31°12′O / -49.7, -31.2 \| 22 km \| \| D \| 47°54′S 29°48′O / -47.9, -29.8 \| 20 km \| \| E \| 51°42′S 32°18′O / -51.7, -32.3 \| 29 km \| \| F \| 53°00′S 31°36′O / -53.0, -31.6 \| 20 km \| \| G \| 51°42′S 35°18′O / -51.7, -35.3 \| 7 km \| \| H \| 53°30′S 32°30′O / -53.5, -32.5 \| 27 km \| \| J \| 52°30′S 33°36′O / -52.5, -33.6 \| 18 km \| \| K \| 50°12′S 34°00′O / -50.2, -34.0 \| 16 km \| \| L \| 47°30′S 33°36′O / -47.5, -33.6 \| 14 km \| \| M \| 50°36′S 31°00′O / -50.6, -31.0 \| 10 km \| \| N \| 48°18′S 29°12′O / -48.3, -29.2 \| 9 km \| \| P \| 51°36′S 29°30′O / -51.6, -29.5 \| 4 km \| \| R \| 52°30′S 35°30′O / -52.5, -35.5 \| 9 km \| \| S \| 52°18′S 36°24′O / -52.3, -36.4 \| 13 km \| \| T \| 49°12′S 30°06′O / -49.2, -30.1 \| 8 km \| \| U \| 48°24′S 31°18′O / -48.4, -31.3 \| 10 km \| \| V \| 47°30′S 31°36′O / -47.5, -31.6 \| 9 km \| \| W \| 48°00′S 33°30′O / -48.0, -33.5 \| 9 km \| \| X \| 53°24′S 33°36′O / -53.4, -33.6 \| 8 km \| \| Y \| 49°12′S 35°42′O / -49.2, -35.7 \| 31 km \| \| Z \| 49°00′S 33°24′O / -49.0, -33.4 \| 7 km \| |          |
| Bayer | Coordenadas | Diámetro |
| A     | 51°18′S 30°18′O / -51.3, -30.3 | 18 km    |
| B     | 48°48′S 28°12′O / -48.8, -28.2 | 18 km    |
| C     | 49°42′S 31°12′O / -49.7, -31.2 | 22 km    |
| D     | 47°54′S 29°48′O / -47.9, -29.8 | 20 km    |
| E     | 51°42′S 32°18′O / -51.7, -32.3 | 29 km    |
| F     | 53°00′S 31°36′O / -53.0, -31.6 | 20 km    |
| G     | 51°42′S 35°18′O / -51.7, -35.3 | 7 km     |
| H     | 53°30′S 32°30′O / -53.5, -32.5 | 27 km    |
| J     | 52°30′S 33°36′O / -52.5, -33.6 | 18 km    |
| K     | 50°12′S 34°00′O / -50.2, -34.0 | 16 km    |
| L     | 47°30′S 33°36′O / -47.5, -33.6 | 14 km    |
| M     | 50°36′S 31°00′O / -50.6, -31.0 | 10 km    |
| N     | 48°18′S 29°12′O / -48.3, -29.2 | 9 km     |
| P     | 51°36′S 29°30′O / -51.6, -29.5 | 4 km     |
| R     | 52°30′S 35°30′O / -52.5, -35.5 | 9 km     |
| S     | 52°18′S 36°24′O / -52.3, -36.4 | 13 km    |
| T     | 49°12′S 30°06′O / -49.2, -30.1 | 8 km     |
| U     | 48°24′S 31°18′O / -48.4, -31.3 | 10 km    |
| V     | 47°30′S 31°36′O / -47.5, -31.6 | 9 km     |
| W     | 48°00′S 33°30′O / -48.0, -33.5 | 9 km     |
| X     | 53°24′S 33°36′O / -53.4, -33.6 | 8 km     |
| Y     | 49°12′S 35°42′O / -49.2, -35.7 | 31 km    |
| Z     | 49°00′S 33°24′O / -49.0, -33.4 | 7 km     |